# Симфонический оркестр России
Симфони́ческий орке́стр Росси́и (с 1991 по 2003 год — Государственный симфонический оркестр России п/у Вероники Дударовой) — государственный музыкальный коллектив, существовавший в 1991—2009 гг.

## История
Оркестр был создан в 1991 году известным дирижёром, первой женщиной-дирижёром в России, народной артисткой СССР Вероникой Борисовной Дударовой, после ухода с должности главного дирижёра и художественного руководителя Московского государственного симфонического оркестра, которым она руководила с 1960 по 1989 год.
Оркестр быстро стал известным и популярным не только в России, но и далеко за её пределами.
В начале 2009 года, после скоропостижной кончины Вероники Дударовой, которая до последних дней была художественным руководителем и директором оркестра, стали звучать мнения о слиянии Симфонического оркестра России с Российским национальным оркестром (РНО), который не имел статуса государственного оркестра. В середине 2009 года эти мнения стали воплощаться в жизнь благодаря активному участию художественного руководителя РНО Михаила Плетнёва. В итоге никакого слияния не было, статус «государственный» был отобран у Симфонического оркестра России и отдан Российскому национальному оркестру, при условии приема всех артистов оркестра в коллектив РНО, но этого не последовало. Всех артистов Симфонического оркестра России уволили, из чего следует, что РНО во главе с Михаилом Плетнёвым, нужен был только статус государственного оркестра. Таким образом Симфонический оркестр России прекратил своё существование.

## Главные дирижёры
- Вероника Дударова, Народная артистка СССР — главный дирижёр в 1991—2003 гг.
- Павел Сорокин, Заслуженный артист России — главный дирижёр в 2003—2007 гг.
- Туган Сохиев, Заслуженный артист России — главный дирижёр в 2007 г.
- Сергей Стадлер, Народный артист России — главный дирижёр в 2007—2009 гг.